# Josiah Kibira
Josiah Mutabuzi Isaya Kibira (1925 – 18. července 1988) byl tanzanský luterský biskup.
V letech 1977–1984 zastával úřad prezidenta Světové luterské federace. V roce 1982 Kibira navštívil Československá socialistická republika, kde se mimo jiné zúčastnil svěcení přestěhovaného artikulárního kostela ve Svätém Kríži, po jeho přesunu z vesnice Paludza, která byla zatopena při budování Liptovské Mary.
S manželkou Marthou měl 5 synů a 4 dcery. Jeho syn Josiah se stal nezávislým filmovým producentem.